# NSSDC ID
Но́мер польо́ту (англ. International designator — міжнародний ідентифікатор, скорочено NSSDC ID — номер за каталогом національного наукового центру даних США (NSSDC)) є номером кожного запущеного космічного об'єкта, що перебуває на орбіті і зареєстрований в COSPAR. Поняття «запущеного об'єкта» трактується довільно і включає також всі об'єкти, що з'явилися внаслідок старту якоїсь ракети і які самостійно перебувають на орбіті. Будь-які летючі об'єкти можуть перешкоджати астрономічним спостереженням. Щоб виключити подібні перешкоди, параметри орбіт таких об'єктів мають бути відомі в цивільній астрономії. Подібна інформація не могла бути зібрана із національних каталогів країн під час холодної війни. З цієї ж причини суборбітальні старти не отримували номера польоту.
Згідно з астрономічною науковою традицією будь-яке нове небесне тіло після 1957 року отримувало ім'я, яке складалося із номера року і однієї літери грецького алфавіту. З метою ототожнення багатьох об'єктів після літери додавалася одна цифра. Наприклад, перший штучний супутник Землі має позначення 1957 α 2 (номер 1 отримав другий ступінь ракети-носія, що також вийшов на орбіту і має набагато більші розміри, ніж супутник). Починаючи з 1961 року 24 літер алфавіту стало не вистачати і для позначення почали використовувати дві літери.
У 1963 році перейшли на позначення, що використовується і сьогодні, - рік-порядковий номер (двох- чи тризначний) і літерний індекс - так званий NSSDC ID. Літерний індекс надається згідно з уявною значущістю об'єкта. Оскільки нині відома практично уся інформація про корисне навантаження ракет, індексами A і далі позначаються супутники, і лише потім ступені ракет і інші частини. Станом на 2008 рік в каталозі міститься інформація про майже 6500 об'єктів.
Альтернативною системою позначення штучних супутників є SCN.